# Туити
Туити (на английски: Tweety или Tweety Bird) е анимационен персонаж, носител на награда Оскар. Той е част от филмчетата „Шантави рисунки“ и „Весели мелодии“, продуцирани от Уорнър Брос Популярността на Туити, също като тази на Тазманийския дявол, в действителност се разраства в годините след разпадането на филмчетата за „Шантавите рисунки“. Днес Туити е смятан, заедно с Таз и Бъгс Бъни, за един от най-известните герои от „Шантави рисунки“, (заради „сладката“ му визия и личност) особено измежду момичетата и младите жени (заради „сладката“ му визия и личност). Въпреки широко разпространената версия, че той е от женски пол, Туити е мъжки персонаж, нещо което той често потвърждава в „Загадките на Силвестър и Туити“. Най-известните му реплики са: „Мисля, че видях котенце.“ последвана от „Видях! Видях!“ или „Наистина видях котенце!“, а също и „Лошо котенце!“.
Туити не говори на Силвестър по име, а му казва Писан.